# UTC−4
| Süd-Sommer-/Nord-NormalzeitSeegebiet | Nord-Sommer-/Süd-NormalzeitStandardzeit ganzjährig |

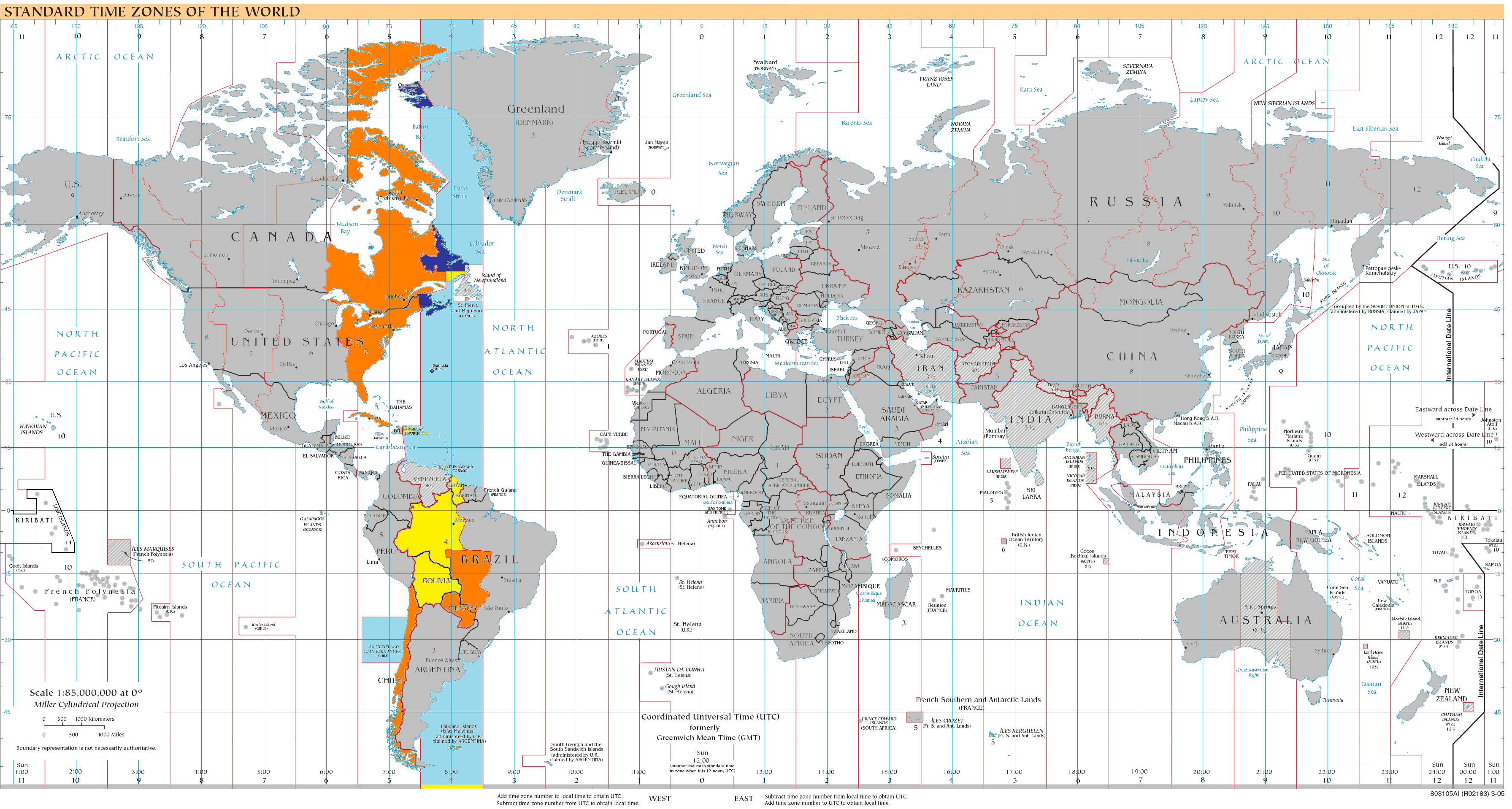
UTC−4:

UTC−4 ist eine Zonenzeit, die den Längenhalbkreis 60° West als Bezugsmeridian hat. Auf Uhren mit dieser Zonenzeit ist es vier Stunden früher als UTC, die koordinierte Weltzeit, beziehungsweise fünf Stunden früher als die mitteleuropäische Zeit (MEZ) oder sechs Stunden früher als die mitteleuropäische Sommerzeit (MESZ).
Am Meridian 60° W (−60°) wird der tägliche Sonnenhöchststand erst vier Stunden später (4 · −15° = −60°) erreicht als am Nullmeridian.

## Geltungsbereich (ohne Sommerzeiten)
- Antigua und Barbuda
- Barbados
- Bolivien
- Brasilien (teilweise)
- Chile
- Venezuela
- Dänemark:
  -  Grönland (teilweise)
- Dominica
- Dominikanische Republik
- Frankreich:
  -  Guadeloupe
  -  Martinique
  -  Saint-Martin
  -  Saint-Barthélemy
- Grenada
- Guyana
- Kanada:
  -  New Brunswick
  -  Nova Scotia
  -  Neufundland und Labrador (teilweise)
  -  Prince Edward Island
  -  Québec (teilweise)
- Niederlande:
  -  Aruba
  -  Bonaire
  -  Curaçao
  -  Saba
  -  Sint Eustatius
  -  Sint Maarten
- Paraguay
- St. Kitts und Nevis
- St. Lucia
- Trinidad und Tobago
- Vereinigte Staaten:
  -  Amerikanische Jungferninseln
  -  Puerto Rico
- Vereinigtes Königreich:
  -  Anguilla
  -  Bermuda
  -  Britische Jungferninseln